# Namibcypris costata
Namibcypris costata là một loài động vật giáp xác trong họ Candoniidae, đặc hữu của miền nam Kaokoveld ở miền bắc Namibia.